# إريدوبيزير
```

```

إريدوبيزير، هو أحد حكام الجوتيين في سومر. شهدت فترة حكمه بنقش ملكي في الموقع الأثري لمدينة نيبور القديمة حيث أطلق على نفسه اسم «ملك جوتي، ملك الأرباع الأربعة».  ثم خلفه إيمتا. توفي إريدوبيزير أواخر الألفية الثالثة  قبل الميلاد.
بعد سقوط الإمبراطورية الأكادية في يد الجوتيين، تمرد اللولوبيون على إريدوبيزير، وفقًا لنقوش الأخيرة:
حرض كا-نيسبا، ملك سيموروم، شعب سيموروم ولولوبي على التمرد. أمنيلي  جنرال العدو لولوبي جعل الأرض متمردة. سارع اريدوبيزير القوي، لينق من الجوتيون والأرباع الأربعة لمواجهته، في يوم واحد استولت على رمز المرور اوربيلوم في جبل مومموم. علاوة على ذلك، استولى على نيريشوها.